# NGC 6566
NGC 6566 est une galaxie elliptique située dans la constellation du Dragon. Sa vitesse par rapport au fond diffus cosmologique est de 5 210 ± 50 km/s, ce qui correspond à une distance de Hubble de 76,8 ± 5,4 Mpc (∼250 millions d'al). NGC 6566 a été découverte par l'astronome prussien Heinrich Louis d'Arrest en 1861.